# Liste der Bischöfe von Island
Nach der Christianisierung Islands um das Jahr 1000 gab es die beiden Bischofssitze Skálholt (seit 1056) und Hólar (seit 1106), die zunächst wie Skandinavien dem Erzbistum Bremen, ab 1104 dem Erzbistum Lund und schließlich dem Erzbistum Nidaros unterstanden. In der Reformation wurden diese Bistümer von Rom gelöst und die lutherische Lehre eingeführt. Schon 1536 hatte Christian III. von Dänemark und Norwegen dabei die evangelisch-lutherische Religion für Dänemark, Norwegen und die Färöer durchgesetzt. 1800 wurde der Bischofssitz in Hólar aufgelöst und der von Skálholt nach Reykjavík verlegt. Erster Bischof von ganz Island wurde Geir Vídalín. Die Verfassung von 1874 gewährte die vollständige Religionsfreiheit in Island. Sie bestätigte aber die evangelisch-lutherische Kirche als Staatskirche. 

## Bischöfe von ganz Island
- 1801–1823: Geir Vídalín
- 1824–1845: Steingrímur Jónsson
- 1846–1866: Helgi Guðmundsson Thordersen
- 1866–1889: Pétur Pétursson
- 1889–1908: Hallgrímur Sveinsson
- 1908–1916: Þórhallur Bjarnason
- 1917–1939: Jón Helgason
- 1939–1953: Sigurgeir Sigurðsson
- 1954–1959: Ásmundur Guðmundsson
- 1959–1981: Sigurbjörn Einarsson
- 1981–1989: Pétur Sigurgeirsson
- 1989–1997: Ólafur Skúlason
- 1998–2012: Karl Sigurbjörnsson
- 2012–2024: Agnes M. Sigurðardóttir
- ab Sept. 2024: Guðrún Karls Helgudóttir